# 趙廣來
趙廣來（韓語：조광래，1954年3月19日—），韓國退役足球運動員，曾代表韓國國家足球隊參加1986年世界盃決賽周。

## 球員生涯
趙廣來畢業於延世大學，1978年於仍是業餘球隊的浦項製鐵展開足球生涯，1980年服兵役期間效力軍部球隊，1982年起效力大宇皇家直至1987年結束球員生涯。
趙廣來曾代表韓國參加1986年世界盃決賽周，以及1978年及1986年兩屆亞運會足球賽，在1986年亞運會足球決賽，射入奠定勝局入球，協助韓國擊敗沙特阿拉伯，贏得金牌。

## 教練生涯
1987年開始擔任大宇皇家助教，1992年短暫擔任過韓國國家足球隊助教，同年於大宇皇家展開教練生涯，1995年轉任水原藍翼教練，1999年執教安養LG，2004年擔任FC首爾教練，2007年開始執教慶南FC。
2010年7月21日，韓國足總宣布委任趙廣來擔任南韓國家足球隊主教練，接替辭職的許丁茂。
2011年1月，趙廣來帶領南韓國家足球隊在亚洲杯最终获得季军，10月韓國在2014年世界盃外圍賽1-2不敵黎巴嫩影響世界盃的出線機會，同年12月7日趙廣來被韓國足總解僱。

## 外部連結
- 趙廣來在 kleague.com上的出场纪录（韓語）
- FIFA Player Statistics （页面存档备份，存于）
- Club & Country Statistics （页面存档备份，存于）